# La famille Bee
Pour les articles homonymes, voir BEE.
La famille Bee (anciennement, la famille Eh Bee) est une entité internet canadienne. Elle est connue pour ses chaînes Vine, YouTube et Instagram, lesquelles regroupent plus de 9 millions d'abonnés et plus de 2 milliards de vues au total. Les quatre membres de cette famille basée à Thornhill, Ontario créent des sketches et des parodies pour divertir un public principalement familial. Courte présentation des personnages : le père (Andrés Burgos, connu sous le nom de Papa Bee) ; la mère (Rossana Burgos, connue sous le nom de Mama Bee) ; leur fils (Roberto Burgos, connu sous le nom de Mr Bee) ; leur fille (Gabriela Burgos, également connue sous le nom de Gabriela Bee ou Miss Bee),.

## Carrière
Les membres de la famille Eh Bee ont commencé à publier des vidéos sur Vine en janvier 2013. Ils sont devenus populaires sur cette plateforme et en ont fait leur carrière. Leurs comptes de réseaux sociaux incluent Vine, YouTube, Instagram et Facebook . Ils ont également joué dans des publicités commerciales, pour des sociétés telles que Johnson & Johnson, Toyota et Regal Cinemas. Ils ont été présentés dans le New York Daily News, sur Buzzfeed, Good Morning America, Today.com, et d'autres médias. Les réseaux sociaux de la famille ont été nommés pour un Streamy Award en 2015 et un Shorty Award en 2016. Le 17 février 2018, Gabriela Bee a sorti sa chanson Sound in Color. Le 1er septembre 2018, elle a diffusé une autre création, "Something More".

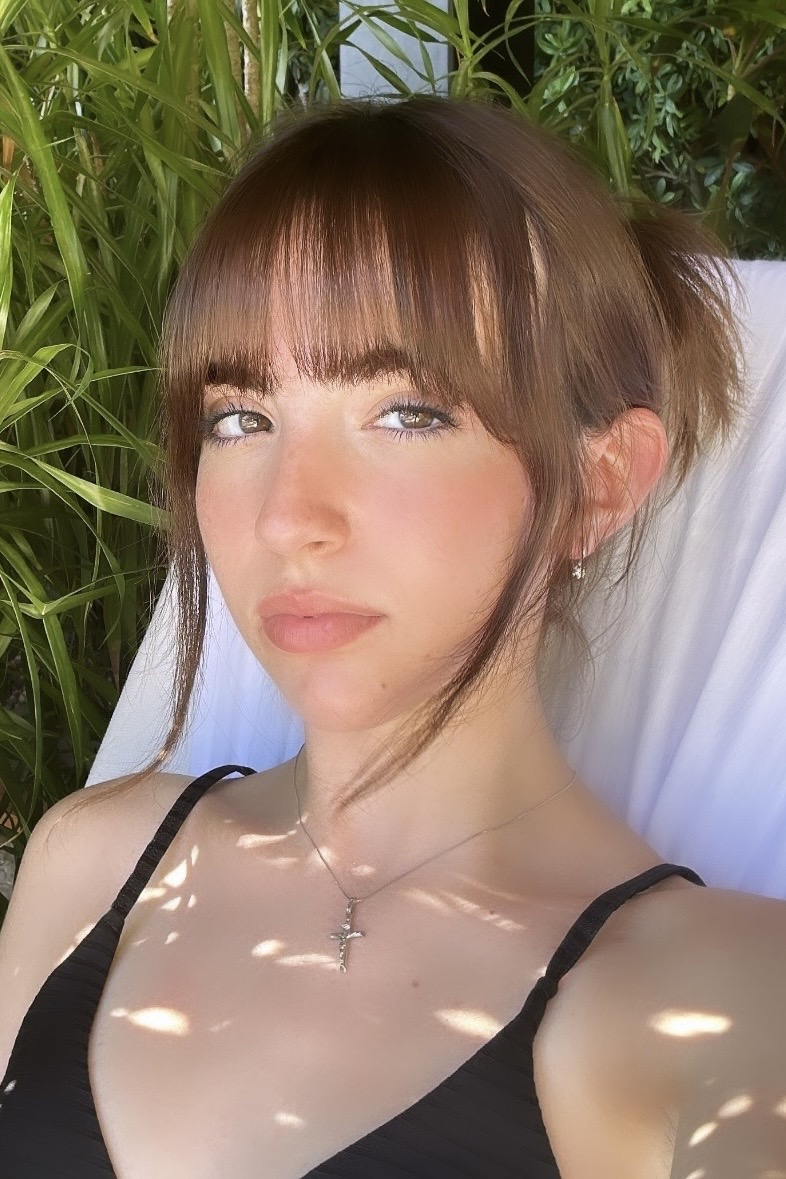
Gabriela Bee (Miss Bee)

En avril 2019, Gabriela a publié une reprise de la chanson à succès Ob-La-Di, Ob-La-Da, des Beatles, sur YouTube. Pour cela, elle a interprété toutes les voix, puis a réalisé un montage vidéo où on la voit apparaître en sept exemplaires. En février 2020, la chanson avait obtenu plus de neuf millions de vues.
Le 15 juillet 2020, la famille a changé son nom internet, passant de "la famille Eh Bee" à "la famille Bee".